# Joel Rinne
Joel Rinne (6 de junio de 1897 – 3 de diciembre de 1981) fue un actor finlandés, conocido principalmente por su papel cinematográfico del Comisario Palmu.

## Biografía

### Inicios
Su nombre completo era Toivo Joel Rinne, y nació en Asikkala, Finlandia, siendo sus padres Maria Sofia Karlsson y Johan Oskar Gröndahl, comerciante de profesión. La pareja tuvo un total de catorce hijos, alguno de los cuales ya había muerto cuando nació Joel. Entre sus hermanos fueron también actores Einar, Jalmari y Kalle, fallecido con poco más de veinte años. Su hermano Veikko-Mooses Rinne tuvo una significativa carrera como profesor de gimnasia, trabajando incluso en el extranjero. El mayor de los hermanos, Ernst, falleció a los dieciocho años, en el mismo día en que lo hacía el menor, Martti.
La familia fue a vivir a Lahti a principios de los años 1910, donde Joel trabajó en el comercio, además de trabajar como ayudante en teatros en gira que visitaban la ciudad. De esta manera, participó en la opereta dirigida por Aino Haverinen Aavikon lapsia. 

### Actor teatral
Inspirado por el ejemplo de su hermano Jalmari, Joel ingresó en la en 1916 en la escuela del Teatro nacional de Finlandia. Siendo estudiante debutó con Daniel Hjort, haciendo más adelante papeles de reparto en piezas como Jeppe Niilonpojassa (de Ludvig Holberg), El avaro (de Molière) o Peer Gynt (de Henrik Ibsen). Tras dos años de estudios, hubo de  hacer su servicio militar en la Guardia de fronteras en Kainuu. Más adelante trabajó en Helsinki en el teatro de Elli Tompuri, el Vapaalle Näyttämölle. El centro tuvo pronto dificultades económicas y en su estancia en el mismo actuó en Ei sitä voi koskaan tietää, Nuoruus, Keinumorsian y Salome.
En el otoño de 1920 Rinne se pasó al Teatro Kansan Näyttämö, centrado en la opereta y la comedia. En el elenco de dicho teatro figuraban actores como Aku Käyhkö, Annie Mörk, Eino Jurkka, Aku Korhonen, Paavo Raitio, Pirkko Raitio y Arvi Tuomi. Uno de los éxitos de taquilla del teatro en el cual participó fue la comedia musical Permantopaikka. En 1923 llegó con doble paga al Viipurin Näyttämö, en Víborg. Allí coincidió con Uuno Laakso. Pasó tres años en Víborg, actuando en piezas como Fauni, Synti y Romeo y Julieta.
A finales de 1926 Rinne volvió a Helsinki al Kansan Näyttämölle. Actuó en obras como Seitsemän veljestä, Pohjalla y Edmund Kean, celebrando con la última diez años como actor.
En 1928 se incorporó al Teatro nacional de Finlandia, donde trabajó hasta su jubilación en 1972. Entre sus numerosos papeles en dicho teatro figura el principal en Las bodas de Fígaro. Actuó igualmente en La ópera de los tres centavos (1930, de Bertolt Brecht), Como gustéis, Villisorsa, Kustaa Eerikinpoika, Lea, Rajuilma, Akhnaton, auringosta syntynyt, Kypsyyskoe y Volpone. Entre sus interpretaciones, tuvo un particular éxito en 1935 con la obra Homburgin prinssi Friedrich.

### Cine
Rinne se inició en el cine en 1921, y en 1923 tuvo un importante papel en Rautakylän vanha parooni. Sin embargo, fue en 1927 cuando llegó su gran oportunidad, la cinta de Erkki Karu Nuori luotsi. Ese mismo año también protagonizó Miekan terällä. Poco después viajó a Berlín y París con Uuno Laakson, aprendiendo sobre la vida teatral local. En 1931 Rinne hizo su primer papel sonoro en el film Aatamin puvussa... ja vähän Eevankin, una producción realmente muda que sumaba efectos musicales y sonoros.
En los años 1930 Rinne siguió actuando para la pantalla, aunque de manera intermitente, pues siempre consideró prioritaria su actividad teatral. En 1931 rodó Rovastin häämatkat, y al siguiente año Olenko minä tullut haaremiin, con el primer papel protagonista de Birgit Kronström. En 1934 actuó en Minä ja ministeri, también con Kronström, y en Meidän poikamme ilmassa – me maassa. La película dirigida por Risto Orko en 1936 VMV 6 supuso un gran éxito para Rinne y el despegue real de su trayectoria en el cine. A partir de entonces rodó unas dos películas anuales, aunque llegó a actuar en cuatro al año. A finales de la década de 1930 actuó en adaptaciones para la pantalla de obras teatrales, como fue el caso de Nummisuutarit y Seitsemän veljestä.

### Años de guerra
Cuando estalló la Guerra de Invierno, Rinne continuó con su trabajo cinematográfico y teatral. Sin embargo, con la Guerra de Continuación hubo de incorporarse al servicio. El sargento Rinne fue destinado a las fuerzas de entretenimiento, viajando en giras con Einari Ketola, Eino Katajavuori, Viljo Vesterinen y Unto Salminen. Los cinco llegaron incluso a actuar para el Presidente Pehr Evind Svinhufvud y los generales que le acompañaban. En ausencia de actrices, Rinne pudo demostrar su capacidad de transformación encarnando a Eve en la obra de Aleksis Kivi Kihlaus. 
Sin embargo, en los períodos entre las giras de entretenimiento, Rinne pudo continuar su trabajo teatral y cinematográfico. En 1942 Ilmari Unho dirigió para Suomi-Filmi la adaptación de un texto de Simo Penttilä que se tituló Kuollut Mies rakastuu, producción en la cual actuaban Reino Valkama y Hilkka Helinä. Tuvo una continuación en 1944, Kuollut mies vihastuu, y otras en 1952, Kuollut mies kummittelee, en la cual seguía actuando Reino Valkama. Otro film adaptación de Penttilä fue Kolmastoista koputus, en la cual Rinne trabajaba junto a Tauno Palo. En el año 1943 Ilmari Unho dirigió Kirkastettu sydän, película con la cual Rinne obtuvo un Premio Jussi.Valkoisen neilikan velhossa, film estrenado en 1945, tenía a Rinne y Valkama en el reparto. 
Finalizada la guerra, siguió con entusiasmo su trabajo en el Teatro Nacional. Entre las obras en las que participó en los años 1940 figuran Antonio y Cleopatra, Ihmisvihaaja, Ministerin rakastettu, Erik XIV y Nummisuutarit, y en la siguiente década actuó en piezas como Cyrano de Bergerac y Casa de muñecas, así como en varias obras de Antón Chéjov. Su papel en Cyrano de Bergerac, estrenada en 1958, fue muy elogiado por la crítica.

### Comisario Palmu
Rinne empezó a reducir su trabajo cinematográfico en la década de 1950, rodando a mediados de la misma un film anual, siendo uno de ellos Muuan sulhasmies, en el cual trabajó con Hannes Häyrinen. Finalizado en 1957 el rodaje de "Niskavuori taistelee", Rinne decidió dejar el cine un tiempo.
En 1960, Matti Kassila empezó a trabajar en una película sobre el Comisario Palmu, personaje ideado por Mika Waltari. Según Kassila, solamente había tres actores idóneos para encarnar a Palmu: Aku Korhonen, Tauno Palo y Joel Rinne. Sin embargo, Korhonen ya era mayor y estaba enfermo. Palo había interpretado muchos personajes románticos que no le ayudarían a hacer un Palmu creíble. Por lo tanto, se adjudicó el papel a Rinne, encarnando a otros personajes los actores Leo Jokela y Matti Ranin. El film Komisario Palmun erehdys fue un gran éxito, estrenándose el año siguiente la secuela Kaasua, komisario Palmu!. En 1962 se rodó una tercera película, Tähdet kertovat, komisario Palmu, que la valió a Rinne un Premio Jussi al mejor actor. Al siguiente año debía continuar la serie, pero una huelga de actores cambió los planes. La cuarta cinta de Palmu, Vodkaa, komisario Palmu, no se rodó hasta 1969, y no se basaba en textos de Mika Waltari. No alcanzó la popularidad de las otras películas, y fue la última de la serie.

### Últimos años

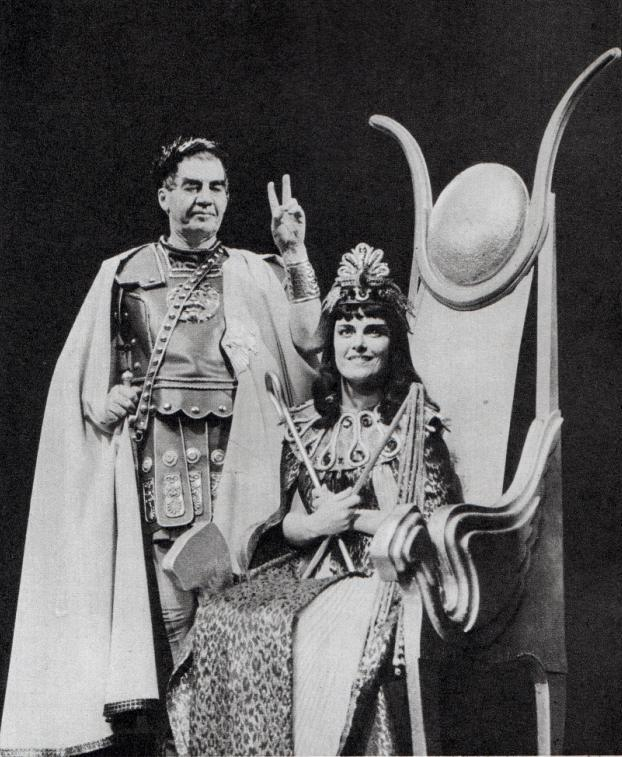
Joel Rinne con Liisa Tuomi en César y Cleopatra en 1963

En la década de 1960 Rinne siguió actuando en el teatro, participando en obras como Marat, César y Cleopatra, ¿Quién teme a Virginia Woolf?, Tartufo (1960) y Altonan vangeissa (1962).
En 1966, en Päämajassa, Rinne encarnó a Carl Gustaf Emil Mannerheim, papel elogiado por la crítica y que fue un éxito de público. La obra tuvo cien representaciones en el Teatro Nacional. En 1970 la obra fe adaptada al cine por Matti Kassila. Rinne fue el protagonista, y le acompañó Jussi Jurkka. Fue su última película. 
Posteriormente hizo teatro y televisión, además de actuar en la radio. En el show Hyvää iltaa, nimeni on Cox!, en 1960, interpretaba al aventurero Paul Cox. Además, trabajó en producciones dedicadas a Paul Temple.

### Vida privada
Joel Rinne estuvo casado dos veces. Su primera esposa fue la actriz Rosi Rinne (nacida Helminen, 1896–1964), y la segunda Saga Rikberg. Tuvo tres hijas: Saara Liisa, Kirsti y Lena. El matrimonio con Rosi llegó duró desde 1924 a 1934, año en que se divorciaron. Con Rikberg se casó en 1936, permaneciendo juntos hasta la muerte de Rinne, ocurrida en Helsinki en el año 1981.
Por su trayectoria, en 1953 fue galardonado con la Medalla Pro Finlandia. En el año 1972 Rinne obtuvo también el título honorífico de Académico concedido por el presidente de Finlandia.

## Filmografía
- 1921 : Se parhaiten nauraa, joka viimeksi nauraa
- 1921 : Kiljusen pojat koulussa
- 1923 : Koskenlaskijan morsian
- 1923 : Rautakylän vanha parooni
- 1926 : Murtovarkaus
- 1927 : Nuori luotsi
- 1928 : Miekan terällä
- 1931 : Aatamin puvussa... ja vähän Eevankin
- 1931 : Rovastin häämatkat
- 1932 : Olenko minä tullut haaremiin
- 1934 : Minä ja ministeri
- 1934 : Meidän poikamme ilmassa – me maassa
- 1936 : VMV 6
- 1937 : Ja alla oli tulinen järvi
- 1937 : Kuin uni ja varjo
- 1938 : Tulitikkuja lainaamassa
- 1938 : Olenko minä tullut haaremiin
- 1938 : Syyllisiäkö?
- 1938 : Nummisuutarit
- 1939 : Halveksittu
- 1939 : Seitsemän veljestä
- 1940 : Suotorpan tyttö
- 1940 : SF-paraati
- 1941 : Perheen musta lammas
- 1941 : Jos oisi valtaa...
- 1941 : Suomisen perhe
- 1941 : Poikamies-pappa
- 1941 : Täysosuma
- 1942 : Kuollut mies rakastuu
- 1942 : Yli rajan
- 1943 : Syntynyt terve tyttö
- 1943 : Miehen kunnia
- 1943 : Kirkastettu sydän
- 1944 : Kuollut mies vihastuu
- 1944 : Kartanon naiset
- 1945 : Kolmastoista koputus
- 1945 : Valkoisen neilikan velho
- 1947 : Hedelmätön puu
- 1947 : Pikku-Matti maailmalla
- 1948 : Kilroy sen teki
- 1948 : Hormoonit valloillaan
- 1949 : Kalle-Kustaa Korkin seikkailut
- 1950 : Isäpappa ja keltanokka
- 1950 : Tapahtui kaukana
- 1952 : Yhden yön hinta
- 1952 : Kuollut mies kummittelee
- 1953 : Huhtikuu tulee
- 1953 : Tyttö kuunsillalta
- 1954 : Niskavuoren Aarne
- 1955 : Rakas lurjus
- 1956 : Tyttö tuli taloon
- 1956 : Muuan sulhasmies
- 1957 : Niskavuori taistelee
- 1959 : Pekka ja Pätkä mestarimaalareina
- 1960 : Komisario Palmun erehdys
- 1961 : Kaasua, komisario Palmu!
- 1961 : Kultainen vasikka
- 1962 : Tähdet kertovat, komisario Palmu
- 1963 : Kustaa III
- 1969 : Vodkaa, komisario Palmu
- 1970 : Päämaja